# بي سي إس إكس2
بي سي إس إكس2 (بالإنجليزية: PCSX2)‏ هو محاكٍ حر ومفتوح المصدر للبلاي ستيشن 2 (PS2) يعمل المحاكي على مايكروسوفت ويندوز وأنظمة التشغيل لينكس. يشغل المحاكي ألعاب PS2 على الحاسوب، مثل سلفه PCSX يستند إلى المشروع مهام المكون الإضافي.
الذي يدعم العديد من ألعاب بلاي ستيشن 2، فلقد تم اختباره على أكثر من 2597 لعبة مختلفة
و يحتوي المحاكي علي عدة مزايا مثل امكانية التحكم وتغيير دقة وجودة الصورة وتم إضافة ميزة جديدة وتسمي حفظ الحالة بالإنجليزية save state وتمكنك من حفظ تقدمك الحالي في اللعبة في نفس اللحظة ودون الحاجة إلى نقطة حفظ.

## متطلبات النظام

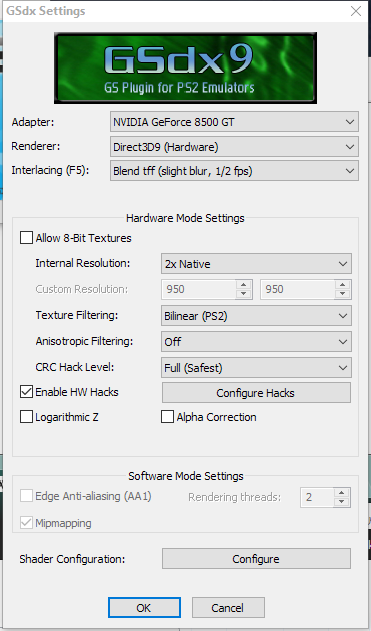
pcsx2 1.40 plugin sitting running on windows 10

فيما يلي قائمة قصيرة من متطلبات النظام لتشغيل PCSX2

### أدنى المواصفات التي يحتاجها البرنامج لكي يعمل
- ويندوز إكس بي / ويندوز فيستا أو لينكس 86x\64x
- وحدة المعالجة المركزية التي تدعم Dual Core) SSE2 وأعلى، وحتى معالجات AMD Athlon64)
- كرت الجرافيك الذي يدعم بيكسل شادر الإصدار الثاني

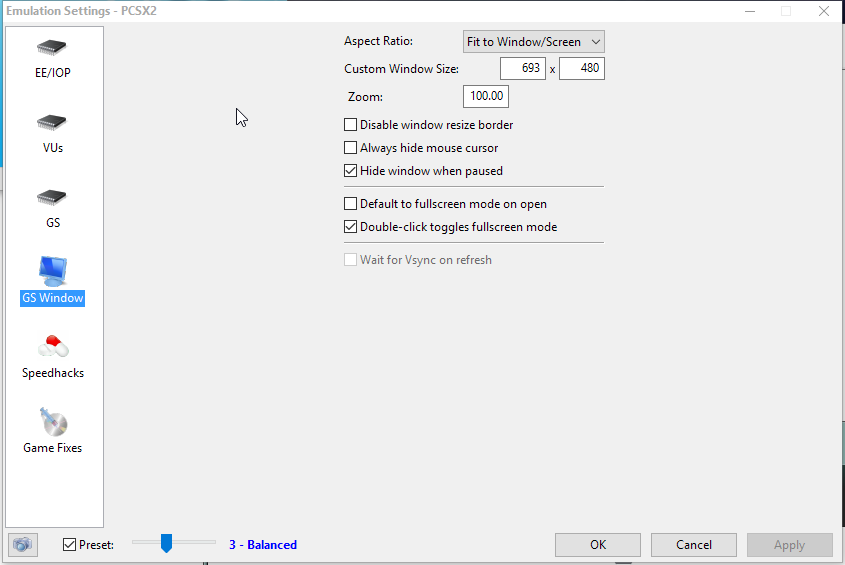
pcsx2 version 1.40 running on windows 10

- 1GB رام.

### الإعدادات المثلى للبرنامج
- ويندوز إكس بي / ويندوز 7 أو لينكس86x\64x / ويندوز 10 / ماك أو اس
- وحدة المعالجة المركزية: intel core 2 Duo أو سلسلة intel Core i
- بطاقة الرسوميات: GeForce GT 9600 أو AMD FX-8350
- 2GB RAM أو أكثر ((في حالة استخدام نظام التشغيل Windows Vista أو 3GB Windows 7))